# 카노푸스 칙령
카노푸스 칙령(Decree of Canopus)은 두 언어, 세 문자로 된 다중언어 비문이다. 고대 이집트의 기념 비석 '카노푸스의 돌'에 이집트의 신성 문자와 민중 문자, 그리스어의 세 가지 문자로 작성되어 있다. BC 238년 이집트 제사장에 의해 반포된 칙령으로, 파라오 프톨레마이오스 3세 에우에르게테스, 그의 아내인 여왕 베레니케 2세, 딸 아르시노에 3세에 대한 찬미가 주된 내용이다.
1866년 타니스에서 카를 리하르트 레프시우스가 첫 문서를 발견했으며, 1881년 나일강 삼각주 서안에서 가스통 마스페로가 나머지 두 문서를 발견하였다.

## 상형 문자 해독의 열쇠
이 비문은 "로제타석 시리즈"라 일컫는 다중언어 비문 시리즈 중에서도 가장 오래된 것으로, 두 번째는 프톨레마이오스 4세를 기리는 멤피스 칙령이며, 마지막 세 번째가 프톨레마이오스 5세를 위해 새겨진 BC 196년의 멤피스 칙령, 로제타석이다. 로제타석보다 훨씬 더 다양한 상형문자를 가진 카노푸스의 돌은 고대문자 해독에 결정적인 역할을 했다. 이 비석에는 각 행의 폭이 다른, 두 개의 복사본이 존재한다(프톨레마이오스 칙령 참조).

## 비문의 내용
비문엔 군사 작전, 기근 구제, 이집트 종교, 프톨레마이오스 왕조의 행정 조직과 같은 주제들이 언급되어 있다. 왕의 신전에 대한 기부, 마케도니아와 이집트 지역에서 굉장한 성공을 즐겼던 아피스와 음네비스 숭배에 대한 그의 지지, 그리고 캄비세스 2세에게 강탈당한 신상(神像) 반환에 관해 이야기한다. 이집트 원주민의 반란을 성공적으로 진압한 왕의 성과를 칭송하며, 그 운영을 '평화 유지'라 부르고 있다. 나일강의 범람이 저조했던 해에 정부가 세금을 면제해준 것과 곡물을 수입해 온 것들을 상기시키고 있다. 또한 죽은 왕비 베레니케가 여신임을 선언하며, 특별 빵-케이크, 남녀불문한 제사의식 등으로 그녀를 위한 문화를 창조한다. 그리고 알려진 고대 세계에서 가장 정확한 태양력이 채택되고 있는데, 1년을 365 1/4일로 할 것을 말한다. 마지막으로, 이 칙령을 상형문자와 그리스어로 돌이나 청동에 새겨, 신전에서 공개할 것을 명하고 있다.

## 달력 개혁
이집트인들은 일찍이 나일 강이 범람하는 7월 중순이면 큰개자리의 α별, "시리우스 별"(이집트: 소프데트, 그리스: 소티스)이 동쪽 하늘의 일정한 위치에서 태양보다 먼저 뜬다는 사실을 발견했다. 이 별은 그후로 계속 태양보다 조금씩 높은 위치에서 뜨다가 나중엔 새벽에 지는데 그 뒤로는 70일 동안 나타나지 않다가 다시 7월 중순이되면 처음의 자리에 나타난다. 이러한 소티스의 신출(新出) 주기를 바탕으로 한 달력이 이집트의 전통적인 달력이었고, 이것은 태양력의 기원으로도 알려져 있다. 이 달력은 각 30일인 12개월에 "에파고메네"(그리스 ἐπαγόμεναι)라고 부르는 5일을 덧붙여 1년을 365일로 잡은 것이었다. 그러나 실제 태양년은 약 365.24219878일이므로 이 달력은 시간이 흐르면서 계절과는 큰 차이를 보일 수밖에 없었다.
이 비문은 기존의 에파고메네 양식에 4년마다 하루를 더 추가하여 여섯번째 날을 포함시키겠다고 하면서,
그 이유를 이렇게 적고 있다. "소티스가 뜨는 것은 4년마다 있는 또 하루 덕분이다." 즉,
4년마다 하루를 더 추가하여 1년을 365 1/4일로 만들어서 한 해의 시작을 소티스의 신출(즉 계절의 변화)과 일치시키려 한 것이었다.
그러나 이 달력 개혁은 시행되지 못하였다. 로마에서는 BC 45년부터 1년을 365 1/4일로 한 율리우스력이 소시게네스의 조언을 구한 율리우스 카이사르에 의해 시행되었지만, 이집트에서는 BC 25/26년에 아우구스투스의 명령으로 BC 22년에야 처음으로 여섯 번째 에파고메네의 날이 포함되었다. 이 달력은 현재 콥트력이란 이름으로 아직도 사용되고 있다.

## 같이 보기
- 로제타석
- 상형문자
- 이집트의 달력
- 역법
- Canopus, Egypt
- Ptolemaic Decrees
- Decree of Memphis (Ptolemy IV), for Stone #2.
- Rosetta Stone Decree-list of Ptolemy V accomplishments and rewards honored

## 참고 자료

### 문헌
- Budge. The Rosetta Stone, E.A.Wallace Budge, (Dover Publications), c 1929, Dover edition(unabridged), 1989. (softcover, ISBN 0-486-26163-8)
- Pfeiffer, Stefan. Das Dekret von Kanopos (238 v. CHR). Munich: K. G. Sauer, 2004.